# Hynek Berka z Dubé
Hynek Berka z Dubé († 1348) byl český šlechtic z rodu Ronovců, zakladatel linie Berků z Dubé a jeden z nejvýznamnějších českých pánů na dvoře Jana Lucemburského.

## Život

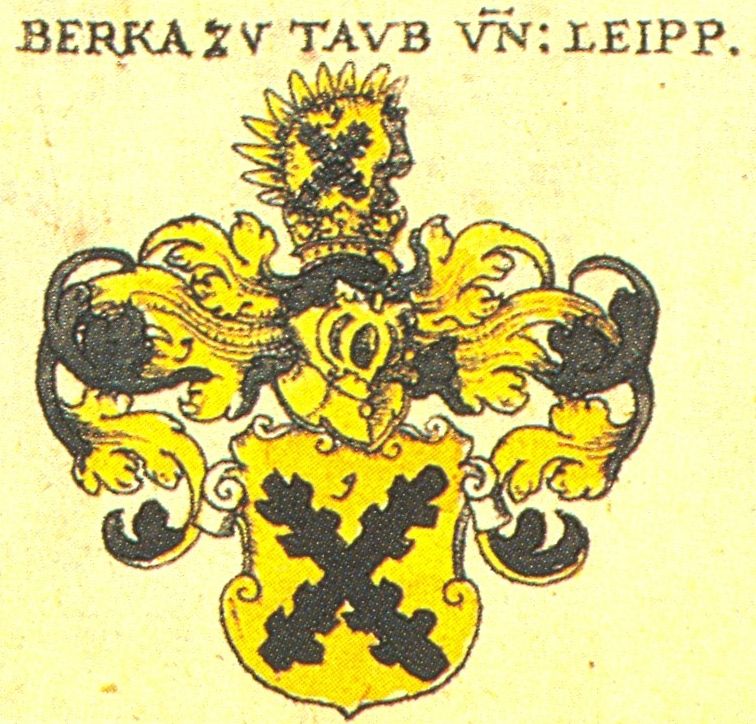
Erb Berků z Dubé

Byl jedním ze čtyř synů Hynka z Dubé, který dosáhl významného postavení již u dvora Václava II. Poprvé je zmiňován v listině z roku 1306 v souvislosti s přepadením Lanškrouna, není však jisté, zda se zmínka netýká ještě jeho otce. Zapojil se do povstání části české šlechty proti králi Janovi po uvěznění Jindřicha z Lipé, a poté, co byla uzavřena dohoda, byl jedním ze sedmi rukojmí za jeho propuštění. Politické linie Jindřicha z Lipé se držel i nadále, v roce 1317 byl jedním z pánů, kteří pečetili smlouvu s Fridrichem Habsburským. Brzy si získal plnou důvěru krále, který mu svěřil úřad nejvyššího purkrabího (zastával ho od roku 1319 či 1320 až do své smrti) a dvakrát ho jmenoval zemským hejtmanem po dobu své nepřítomnosti v zemi (1323-1324,1327-1328). Jana Lucemburského několikrát doprovázel při jeho cestách, v roce 1327 byl také v průvodu jeho syna Jana Jindřicha na jeho cestě za nevěstou do Tyrol.
Někdy po roce 1333 Hynek Berka založil před západním vstupem do Pražského hradu poddanské město Hradčany. Toto město pak bylo přímo podřízené pražskému purkrabímu až do roku 1598, kdy Rudolf II. vyslyšel opakované žádosti Hradčanských a Hradčany povýšil na svobodné královské město.

## Majetky
Hynek Berka z Dubé držel Jestřebí, Dubou, Kuřívody, Mšeno, Kokořín, Střemy, po bratrech zdědil Bezděz, Housku a statky u Labe. Po roce 1319, kdy Jindřich z Lipé přesídlil na Moravu, od něho koupil lipské panství, po roce 1330 přikoupil od jeho příbuzných sloupské zboží, které sahalo až do Lužice. Lénem držel Honštejnsko na míšeňsko-lužickém pomezí, jako zástavu měl po určitou dobu Kladsko, tvrz Kostelec nad Labem a Poděbrady.

## Potomci
Z manželství Hynka Berky z Dubé s Anežkou pošli synové Hynek Honštejnský a Jindřich Kuřívodský.
Hynek Honštejnský, zvaný též Hynek Berka mladší († 1361) se stal zakladatel honštejnské větve Berků z Dubé. Majetky po otci nejprve spravoval s bratrem v nedílu. Někdy po roce 1352 si s Jindřichem dědictví rozdělili, Hynek obdržel lipské panství, Sloup a od krále přijal v léno Honštejnsko. V letech 1348–1351 zastával úřad nejvyššího purkrabího pražského a účastnil se korunovační jízdy Karla IV. Zanechal po sobě potomky Hynka Lipského a Hynka Honštejnského:
- Hynek Lipský († 1389)
  - Jindřich
  - Hynek Hlaváč
- Hynek Berka Honštejnský (1382–1419)
  - Hynek († 1437, ∞ Žofka von Dohna)
  - Jindřich z Kamenice († před 1436)
  - Beneš († před 1436)
  - Hynek († po 1452)
  - Jan († 1426)

Jindřich Kuřívodský († 1404), zvaný Jednooký, se stal zakladatelem kuřívodské větve Berků z Dubé. Po rozdělení majetků po otci držel Dubou, Jestřebí, Frýdlant, Milštejn, Kuřívody, Housku a Mšeno. V roce 1383 zakoupil od Haška z Lemberka Jablonné, získal majetek v Drchlavě, Kruhu a Bořejově. Založil hrady Milčany, Hrádek a Čáp. Mšeno vyplatil císař Karel IV. ze zástavy. Po smrti bratra Hynka se stal poručníkem jeho synů. Z manželství s Adlou pošli synové: Hynek Dubský, Jindřich starší, Jindřich Berka, Václav, Jindřich Hlaváč, Jindřich Vaněk, Jan. Starší synové obdrželi: Jablonné, Mildštejn a Housku, mladší (1402) Dubou, Hrádek, Vřísek a Čáp, sám držel do své smrti Kuřívody a Jestřebí, snad i Frýdlant, ten byl od roku 1404 v držení Milčanů.
- Hynek Dubský († 1413, ∞ Kateřina z Lemberka)
  - Jaroslav Berka na Mildštejně (1419–1432)
- Jindřich starší († 1406)
- Jindřich Berka († 1437)
- Václav († 1415)
- Jindřich Hlaváč z Dubé na Jestřebí (1394–1433)
- Jindřich Vaněk († 1412, ∞ Barbora z Kolovrat)
- Jan († po 1391)[1]